# Whalleyana vroni
Whalleyana vroni is een vlinder uit de familie Whalleyanidae. De wetenschappelijke naam van deze soort is voor het eerst geldig gepubliceerd in 1977 door Pierre Viette.
De soort komt voor in het Afrotropisch gebied.